# Museo de la Deuda Externa
El Museo de la Deuda Externa es un museo público ubicado en la Ciudad de Buenos Aires, Argentina
La colección del museo comprende un recorrido sobre impacto que el endeudamiento con diversas entidades crediticias extranjeras ha tenido en el desarrollo económico de Argentina a lo largo de su historia.
El museo abrió sus puertas el 29 de abril de 2005 y está localizado dentro de las instalaciones de la Facultad de Ciencias Económicas de la Universidad de Buenos Aires. El ingreso al público es gratuito al igual que las visitas guiadas.

## Historia
El museo abrió al público en el 2005 como lección y caso de estudio de los efectos negativos de la deuda externa, con una muestra titulada, "Deuda Externa Nunca Más". Desde entonces el museo es abierto público con visita guiada.
La crisis económica argentina de 1998 a 2002 causó la crisis política, económica y social de diciembre de 2001 en Argentina. Esta crisis económica causó el incumplimiento de la deuda externa argentina, de unos aproximadamente $100 mil millones de dólares, el mayor incumplimiento de deuda externa en la historia.
En abril de 2011 tuvo lugar la presentación de Marcianos la serie animada del Museo de la Deuda Externa Argentina.La misma fue coproducida por el Ministerio de Educación, la productora Yoquer y la Facultad de Ciencias Económicas de la Universidad de Buenos Aires. El acto fue presidido por Cristina Fernández de Kirchner en el Salón de las Mujeres del Bicentenario.